# Finlaggan

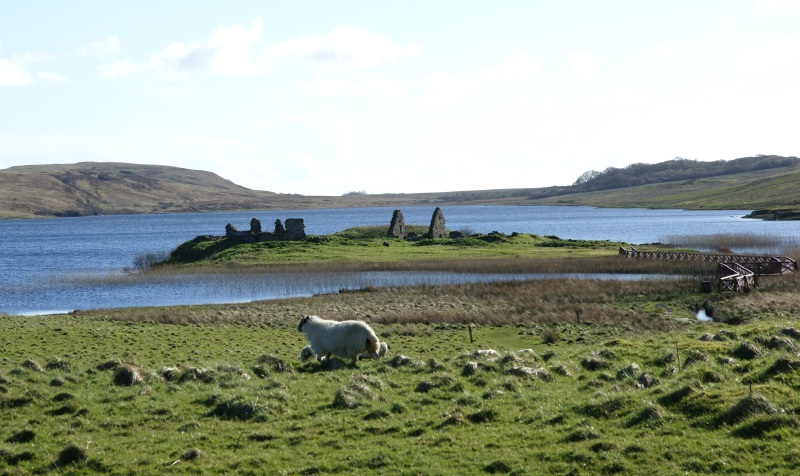
Mirando hacia el suroeste desde Loch Finlaggan con las ruinas de edificios alrededor del sitio del castillo de Finlaggan en la isla de Eilean Mòr en Loch Finlaggan, que a su vez se encuentra dentro de la isla de Islay

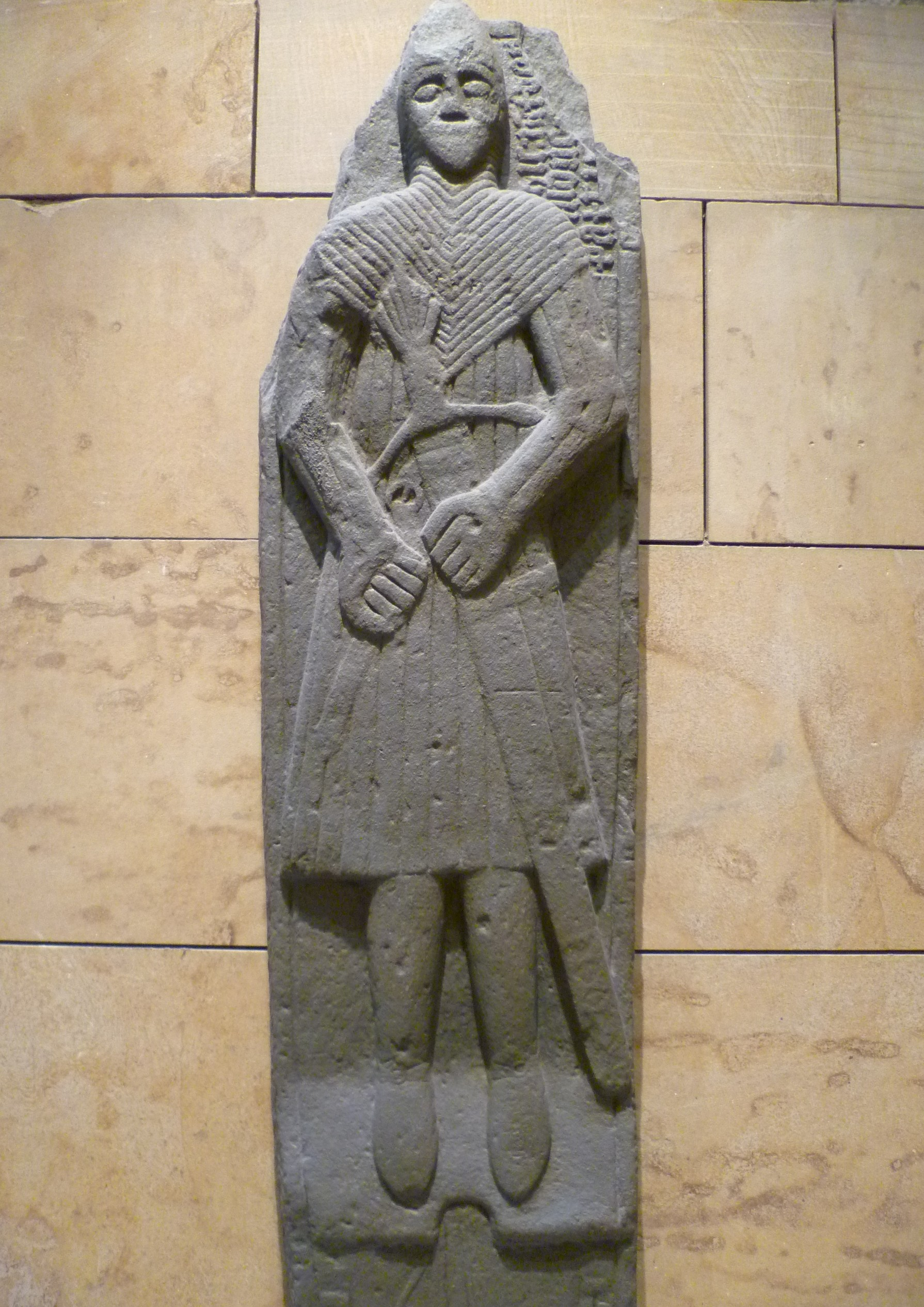
La tumba en efigie de Domhnall Mac Gilleasbuig, inquilino de la corona de Finlaggan durante la década de 1540.

Finlaggan (en gaélico escocés: Port an Eilein), Loch Finlaggan o Lago Finlaggan es un sitio histórico en Eilean Mòr. El lago, la isla y el castillo de Finlaggan se encuentran en la isla de Islay, Escocia, alrededor2 kilómetros (1,2 mi)   al noroeste de Ballygrant.

## Historia
Finlaggan fue la sede de los Señores de las Islas y del Clan MacDonald. Dos de las tres islas que rodean Loch Finlaggan,  Eilean Mòr ("Gran Isla") y Eilean na Comhairle ("Isla del Consejo"), fueron centros administrativo del Señorío de las Islas durante del siglo XIII al XV, hasta 1493 cuando el señorío de las Islas cayó en manos de Jacobo IV de Escocia, quien administró el territorio a través de una tenencia feudal.

## Arqueología
En el sitio arqueológico de Finlaggan Trust se acondicionó una cabaña abandonada que se ha convertido en un museo.  El museo contiene numerosos artefactos descubiertos durante las excavaciones arqueológicas: desde un acolchado de lana de oveja, usado debajo de la armadura, hasta una antigua cruz relacionada con los señores de las islas.
El sitio ha sido objeto de investigaciones arqueológicas recientes y fue sede de un episodio del programa de televisión arqueológico Time Team del canal británico Channel 4 en 1995. Se han estabilizado los muros de piedra de una capilla medieval dedicada a San Findlugan en Eilean Mòr y se han expuesto varias tumbas del siglo XVI cubiertas con grandes paneles de vidrio. En mayo de 2019, investigadores de la Universidad de Saint Andrews, en colaboración con Finlaggan Trust y el Museo Nacional de Escocia, anunciaron la creación de una reconstrucción de realidad virtual del asentamiento a principios del siglo XV, basado en datos arqueológicos.

## Castillo de Finlaggan

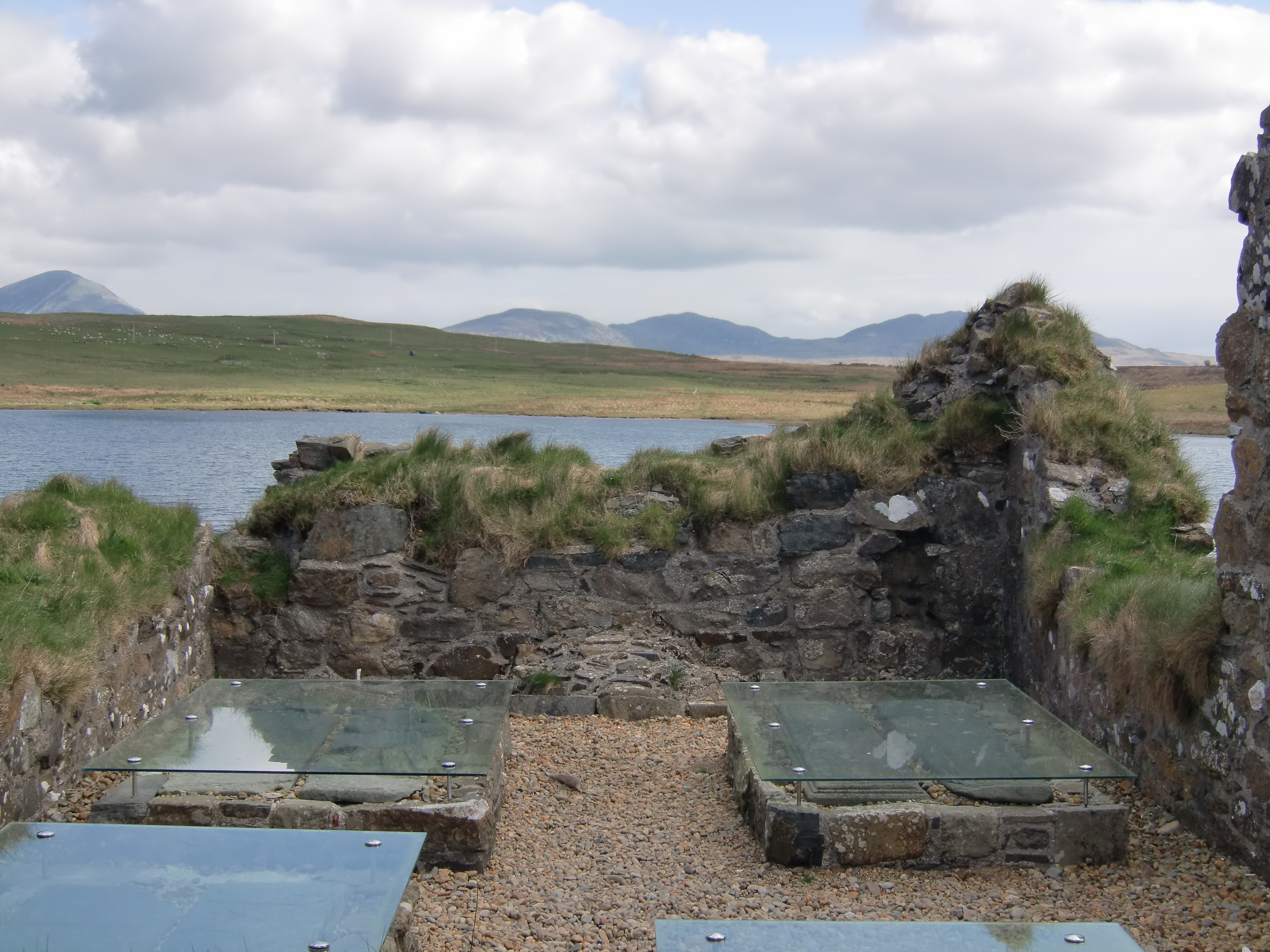
Tumbas antiguas en las ruinas de la capilla de Kilfinlaggan junto al sitio del castillo de Finlaggan

El Castillo de Finlaggan (en gaélico escocés: Port an Eilein   , en inglés: Port of the Island ), también conocido como Castillo de Eilean Mòr, es una vivienda fortificada en ruinas ubicada en la isla de Eilean Mór en el Loch Finlaggan, Islay, Escocia . Alguna vez fue residencia y bastión del Señor de las Islas y del Clan MacDonald .
En la primera mitad del siglo VII, se estableció una comunidad monástica en Eilean Mòr, la mayor de las islas del lago. Este fue dedicado o posiblemente fundado por San Findlugan, un monje irlandés y contemporáneo de San Columba.
Las ruinas que vemos hoy son de un castillo construido en el siglo XIII, con muros de mampostería. Una construcción anterior, probablemente de madera, fue erigida en 1138 por Somerled, Señor de Argyll, Kintyre, y Lorne, el primer "Señor de las Islas".  La parte delledificio construido durante el siglo XII podría haber sido construido sobre los restos de un fuerte anterior de la Edad del Hierro. Los Señores de las Islas utilizaron la fortaleza como tribunal principal y lugar de reunión de los jefes de los clanes. Iain Mor MacDonald, III de Dunnyveg y su hijo Iain Cathanach MacDonald fueron hechos prisioneros en el castillo de Finlaggan, mediante el engaño de los MacLain de Ardnamurchan por el ahorcamiento y ejecución del gobernador del castillo de Dunaverty y luego fueron juzgados y ahorcados en Burgh Muir, Edimburgo. En 1541, Donald MacGilleasbuig ocupó Finlaggan para la Corona escocesa. El castillo parece haber sido demolido en los siglos XV y XVI.